# Olga Krištopová
Olga Krištopová (* 23. června 1957) je bývalá sovětská atletka, jejíž specializací byla sportovní chůze.
Dvakrát se stala mistryní SSSR v chůzi na 10 kilometrů – poprvé v roce 1984, podruhé v roce 1986. O rok později dosáhla svého největšího úspěchu – zvítězila na halovém mistrovství světa v chůzi na 3000 metrů. Zároveň vytvořila světový rekord v této disciplíně časem 12:05,49.